# Ports antiques de Narbonne

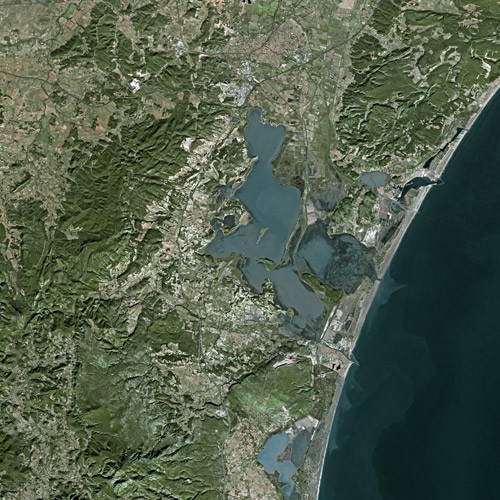
La zone lagunaire au XXIe siècle. Le niveau de l'eau était plus élevé durant l'antiquité : Gruissan et la Clape étaient des îles. L'Aude (Atax durant l'antiquité) n'avait pas le même cours qu'actuellement, et suivait en partie le tracé du Canal de la Robine

Les ports antiques de Narbonne sont un ensemble d'installations portuaires qui desservaient la province de Narbo Martius. Il ne s'agissait pas d'un port unique mais d'un système portuaire incluant des ports fluviaux sur l'Aude (Atax), des ports maritimes, des installations maritimes, des entrepôts, des routes, des fabriques et des zones de transformation. Le port permet le commerce de l'Italie vers la Gaule narbonnaise, l'Hispanie et l'Aquitaine, notamment du vin. Il s'agit du second port en méditerranée occidentale après Rome qui reste un des principaux complexes portuaires jusqu'à la fin de l'antiquité.
L’écrivain Ausone, au IVe siècle écrivait à propos de Narbonne : « tout ce qui navigue dans l’univers vient aborder à tes quais ».
Cependant, la fin de l'Antiquité est troublée : nombre de bâtiments luxueux sont détruits et servent à renforcer les ouvrages portuaires. Ces installations subissent plusieurs transformations durant le Moyen Âge, mais Narbonne reste un port important jusqu'au XIVe siècle, période à laquelle le port ensablé est abandonné.

## Côte antique
La côte antique passe au niveau de La Nautique. Une mer enserrée par des îles unit la zone occupée par les étangs de Bages et Sigean, l'Ayrolle, Gruissan, La Palme, Leucate, Vendres, Pissevaches, Mattes (Sigean) et Capestang. Cette mer est enserrée dans un ensemble d'îles : Îles Sainte-Lucie et Saint-Martin, Guissan, la Clape et Leucate plus au sud. L'essentiel de Port-la-Nouvelle est sous les eaux ainsi que Coursan. Vendres est un port, ainsi que Cuxac-d'Aude. Narbonne est traversée par l'Atax (Aude) sur le cours de la Robine et son flanc Est donne sur cette mer intérieure au niveau du quartier Malard.
Pline parle de ce palus (marais) comme  « Mare narbonesus » et « rubrensis » (en référence aux limons rouges charriés par l'Aude). Le cordon littoral n'est pas encore formé.
L'Aude traverse Narbonne et rejoint la mer dans ce palus qui est navigable. Elle suit le cours de l'actuel canal de la Robine, passe au nord de l'île Sainte-Lucie et se jette dans la mer au niveau de l'actuelle Port-la-Nouvelle. Il est possible  qu'on accède à la mer par un grau à l'embouchure de l'Aude pour passer une zone de hauts fonds devenue cordon littoral avec le temps.

## Principales installations
La présence d'une lagune maritime calme, à l'embouchure de l'Aude, protégée par des îles, guide le choix du site de fondation de Narbo Martius comme ville portuaire en 78 av. J.-C.. Il ne s'agit pas d'un port unique, mais d'un système portuaire comprenant plusieurs ports et canaux. Il est mentionné dans l'Antiquité tardive au Ve siècle apr. J.-C.
Un des avant-ports est situé à Gruissan et permet de recevoir les navires de haute mer ou à fort tirant d'eau ne pouvant pas s'aventurer plus loin. L'île Saint-Martin sert au débarquement et au stockage de marchandise. Des fouilles effectuées en 2015 y ont mis en évidence un complexe architectural (un bâtiment en grand appareil, la cour et les pièces attenantes mais également un secteur spécifique ou des citernes) et une tour.

### Port La Nautique
La zone occupée aujourd'hui par La Nautique, abrite un débarcadère et les activités de production (poterie, vin). En 59 apr. J.-C., cette zone de La Nautique est abandonnée. 
Il existait une villa maritima de grande dimension et de grand luxe. Elle possédait un vivarium imposant pour les poissons et les huîtres, construit en 30 av. J.-C. et détruit en 10, alimentée en eau douce et brassée et compartimenté en 4 secteurs. Le vivarium a un diamètre exceptionnel de 65 mètres, ce qui en fait le plus grand connu. Il est notamment supérieur à celui de la villa de l'empereur Tibère. Il a été volontairement détruit dans l'Antiquité. Il est classé monument historique (en 1971 et 2011) après sa redécouverte et les fouilles l'ont révélé dans un bon état de conservation, y compris des structures en bois. Il est surplombé par des terrasses. Un bâtiment encore en élévation est présent le long de la route, il s'agit vraisemblablement d'un entrepôt (horreum).
Après les premières découvertes d’égouts en 1914, la villa a été retrouvée en 2018. Outre un système de tuyaux en plomb pour l'adduction d'eau, des ailes de la villa ont été dégagées. L'aile nord est riche en mosaïques. La taille exceptionnelle de la villa et de ses jardins en terrasse surplombant la mer (100 à 120 mètres et 300 mètres de côté respectivement), la présence du vivarium et de deux piscines, a suscité des questions sur le nom de son propriétaire. Une hypothèse majeure est l’Empereur Auguste, dont on sait qu'il vient personnellement organiser la province en 27 av. J.-C.. La villa aurait été construite pour l'accueillir. Quoi qu'il en soit, la fonction de la villa devait être attachée à une figure controversée puisqu'elle est volontairement détruite, y compris dans les parties non réutilisables pour des ouvrages ultérieurs (pavements). Une hypothèse est que cette destruction a eu lieu dans les années 69-70, à une époque où Rome est le siège d'une guerre civile.

### Le Castelou-Mandirac
Les zones des actuels Castélou et Mandirac succèdent au site de La Nautique. L'embouchure de l'Aude y est canalisée par de larges digues carrossables de façon à atteindre des zones de plus grands fonds pour que les navires à fort tirant d'eau puissent transférer leurs contenus vers des barques fluviales à fond plat ou des charrettes qui peuvent remonter jusqu'au port fluvial de Narbo Martius. Les digues de 3,50 m de profondeur forment un canal de 50 mètres et sont larges de 16 à 17 mètres. La digue est en outre probablement équipée d'entrepôts. À partir du IVe siècle, le canal est endommagé et réparé, notamment avec des pierres provenant de la destruction des monuments de Narbonne, dont le Forum. Les digues canalisant l'Aude sont abandonnées au Ve siècle.

## Disparition
La disparition du port est liée à son ensablement du fait du changement du cours majeur de l'Aude qui bascule de Narbonne (ouest de la Clape) vers l'étang de Vendres. Une hypothèse soutenue par Verneuil est que ce basculement est lié à une crue catastrophique en 1316. D'autres auteurs avancent que dans cette zone de plaine alluvionnaire, l'ensablement a été progressif et que le fleuve aurait changé régulièrement de cours s'il n'avait été maintenu par des digues en amont. Cet endiguement a été détruit par des crues et abandonné.